# Starcie koło Urmania
Starcie koło Urmania – starcie zbrojne stoczone pomiędzy Ukraińską Powstańczą Armią, a radzieckimi oddziałami NKWD.
17 września 1944 r. 187 batalion Wojsk Wewnętrznych NKWD (bez pierwszej roty) prowadził operację na północ od Brzeżan. W trakcie czesania terenu 3 kompania natknęła się na sześćdziesięcioosobowy oddział UPA i ruszyła za nim w pościg. Gdy dotarli do wsi Urmań enkawudyści nieoczekiwanie zostali zaatakowani przez silne zgrupowanie UPA (według Sowietów liczyło ono aż ośmiuset partyzantów). Licząca 35 żołnierzy 3 kompania szybko znalazła się w okrążeniu – odcięta od reszty batalionu. Bitwa trwała jedenaście godzin, po czym o zmierzchu partyzanci wycofali się w kierunku Brzeżan. Oceny tego starcia są rozbieżne. Zdaniem Sowietów upowcy mieli do 300 zabitych (co z pewnością jest liczbą przesadzoną), stracili też dwadzieścia wozów z bronią i amunicją. WW NKWD straciły dwunastu zabitych, osiemnastu rannych i dwóch zaginionych. Według meldunku UPA Sowieci mieli 97 samych zabitych i stracili trzy granatniki oraz inną broń i amunicję. Nic nie mówi on o własnych stratach.